# Étables-sur-Mer
Étables-sur-Mer foi uma antiga comuna francesa na região administrativa da Bretanha, no departamento Côtes-d'Armor. Estendia-se por uma área de 9,38 km². Em 2010 a comuna tinha 7 223 habitantes (densidade: 770 hab./km²).
Em 1 de janeiro de 2016, passou a formar parte da nova comuna de Binic-Étables-sur-Mer.